# Talparia talpa
Talparia talpa – gatunek porcelanki. Osiąga od 23 do 104 mm, „typowy” osobnik mierzy około 50–70 mm. Porcelanka tworząca pięknie wybarwione „czekoladowe” muszle z trzema poziomymi pasami w kolorze słomkowo-miodowym (co jest znakiem rozpoznawczym gatunku). T. talpa jest powszechnie występującym gatunkiem, zaliczanym do podstaw/„abc” kolekcjonerstwa konchiologicznego.

## Występowanie
Porcelanka krecia występuje na większości obszaru indopacyficznego, od Morza Czerwonego, aż po Hawaje.